# Heidwiller
Heidwiller (deutsch Heidweiler) ist eine französische Gemeinde mit 656 Einwohnern (Stand 1. Januar 2022) im Département Haut-Rhin in der Region Grand Est (bis 2015 Elsass). Sie gehört zum Arrondissement Altkirch, zum Kanton Altkirch und ist Mitglied im Gemeindeverband Sundgau.

## Geografie
Die Gemeinde Heidwiller liegt im Sundgau, fünf Kilometer nördlich von Altkirch und 15 Kilometer südwestlich von Mülhausen. Durch das Gemeindegebiet führt die Largue mit ihrem Zufluss Krebsbach und der parallel verlaufende Rhein-Rhône-Kanal.

## Geschichte
In Dokumenten aus dem Jahr 1105 taucht die Ortschaft unter dem Namen Heytewilare auf. Eine erste Erwähnung geht auf das Jahr 977 zurück.

### Bevölkerungsentwicklung
| Jahr      | 1962 | 1968 | 1975 | 1982 | 1990 | 1999 | 2007 | 2017 |
| --------- | ---- | ---- | ---- | ---- | ---- | ---- | ---- | ---- |
| Einwohner | 309  | 321  | 426  | 493  | 531  | 601  | 622  | 624  |

## Sehenswürdigkeiten
Im Dorf steht ein Schloss, das in Dokumenten des Jahres 1105 erstmals erwähnt ist. 1367, 1412 und 1486 wechselte es die Besitzerfamilien. Von Zerstörungen blieb der Bau nicht verschont, und so wurde er im 14. und im 16. Jahrhundert rekonstruiert. 1789 wurde dort ein Gefängnis eingebaut.
Eine erste Kirche in Heidweiler ist bereits für das Jahr 977 nachgewiesen. Nach deren Zerstörung 1375 wurde sie 1470 wieder aufgebaut. Die heutige Kirche stammt aus dem Jahr 1768, nur der Turm der mittelalterlichen Kirche blieb erhalten. Weitere Umbauten gab es 1878 (Chor, Anbau Sakristei) sowie 1901 (Dachgitter auf dem Turm).
|  |  |